# Jabłonka (gmina w guberni łomżyńskiej)
Jabłonka – dawna gmina wiejska istniejąca do 1868 roku w guberni łomżyńskiej. Siedzibą władz gminy była Jabłonka Kościelna.
Za Królestwa Polskiego gmina Jabłonka należała do powiatu mazowieckiego w guberni łomżyńskiej.
Gminę zniesiono w 1868 roku, a Jabłonka znalazła się w gminie Chojany (a po jej zniesieniu w gminie Wysokie Mazowieckie).
Zobacz też: gmina Jabłonka (ujednoznacznienie).